# Manica hunteri
Manica hunteri är en myrart som först beskrevs av Wheeler 1914.  Manica hunteri ingår i släktet Manica och familjen myror. Inga underarter finns listade i Catalogue of Life.

## Bildgalleri

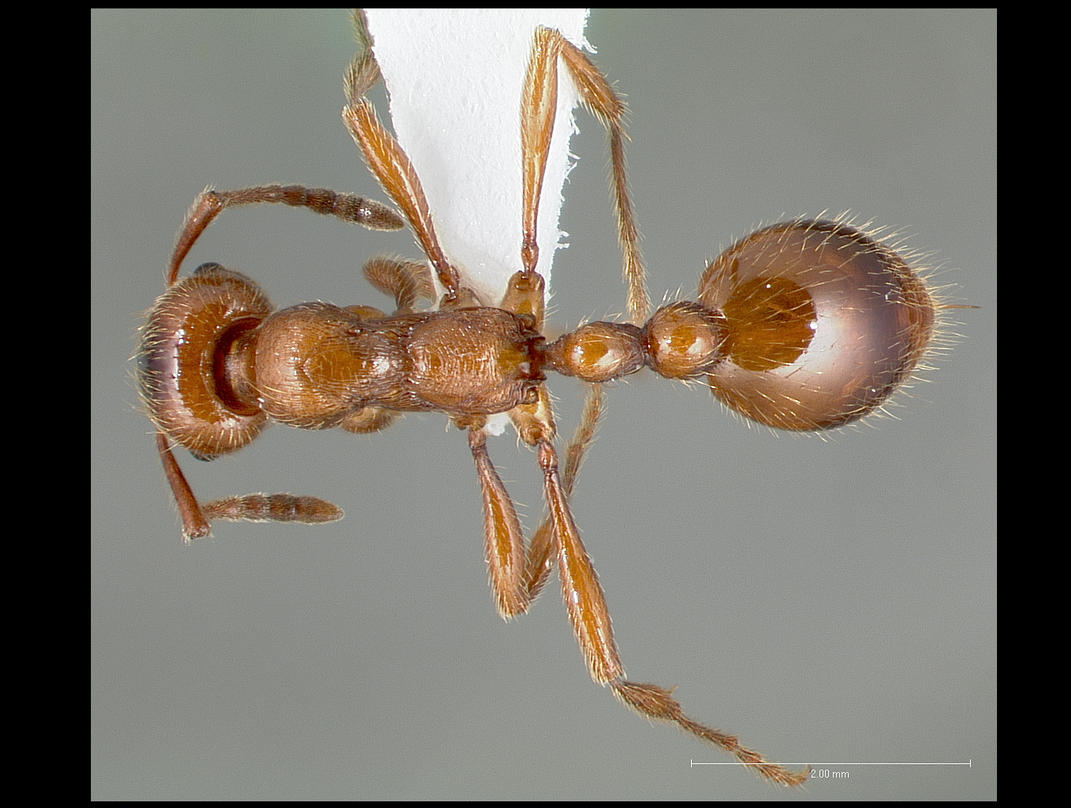
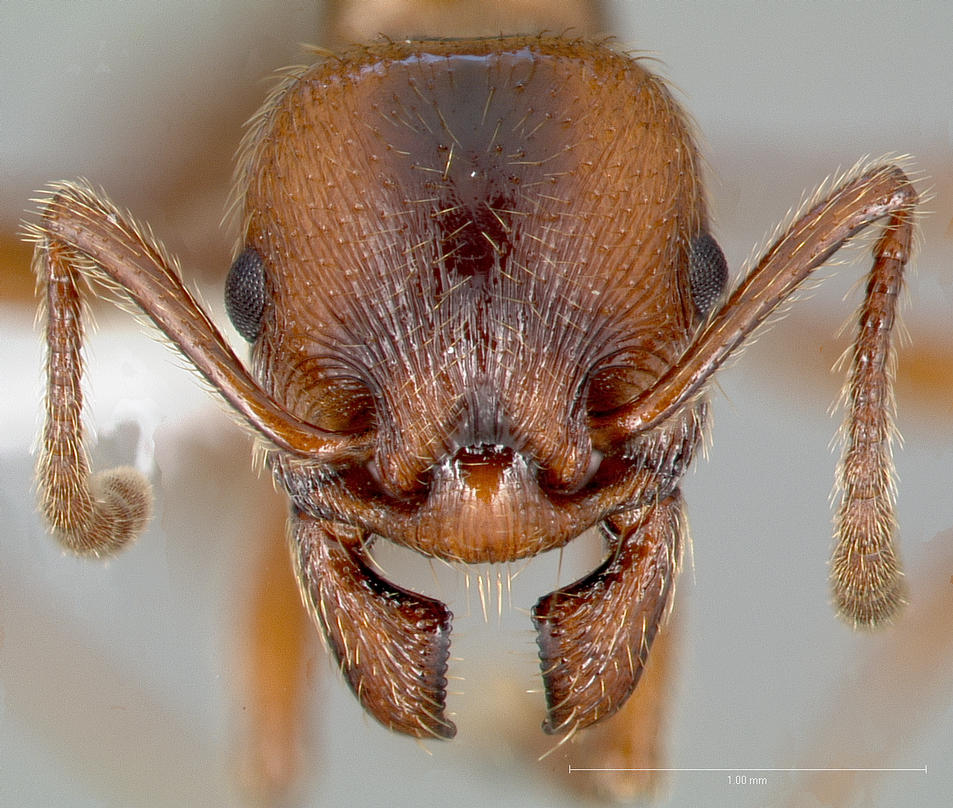
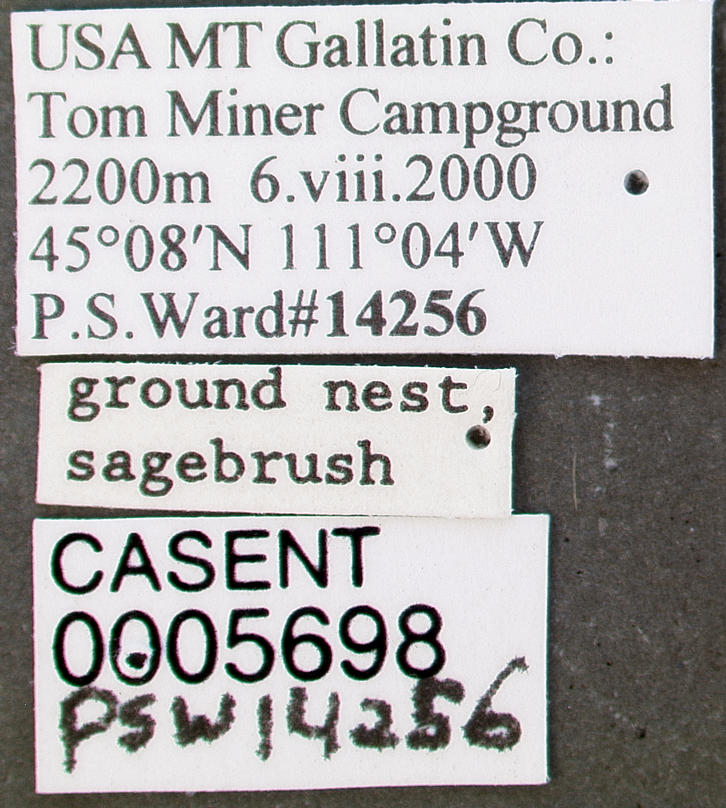
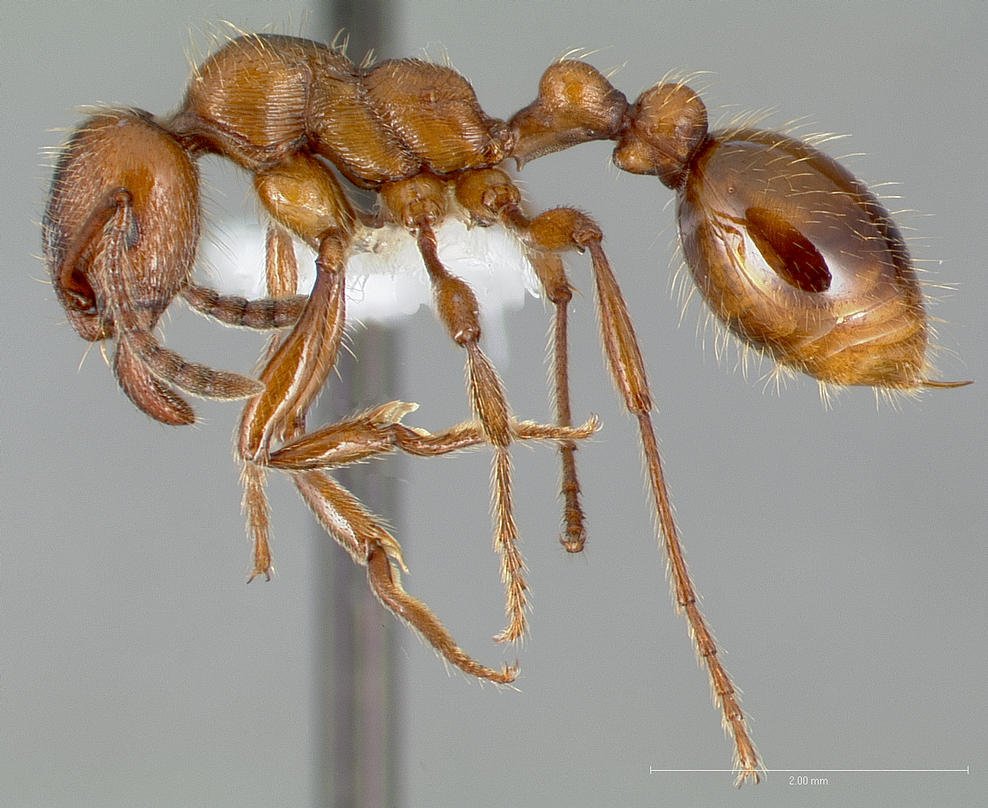